# Szirmay Ilona (regény)
A Szirmay Ilona Gaal József 19. századi író regénye, egyike első igazi történeti regényeinknek. Jósika Miklós híres Abafijával csaknem egyszerre, azt kevéssel megelőzve, 1836-ban jelent meg „Pattanházi Pattangi Jób máté-szalkai esküdt elbeszélései. Első rész: Szirmay Ilona” címmel.
Pattangi Jób képzelt személy, az író ezzel a tréfás mátészalkai esküdttel mesélteti el a történetet. Általa a fejezetek elején humoros összefoglalásokat ad, bár ezek hangulata nem mindig illik a romantikusan elbeszélt eseményekhez.

## Cselekménye
A cselekmény 1717-ben, a krími tatárok Szatmár megyei betörése, az ún. utolsó tatárjárás idején játszódik és két szálból tevődik össze. Az egyik középpontjában egy magyar nemeskisasszony szerelmének és szenvedéseinek története áll. Hőse az előkelő Szirmay család lánya, Ilona. Gonosz cselszövés elszakítja kedvesétől, Szodoray Balázstól; a tatárok foglyul ejtik és Krimiába hurcolják. Ott a tatár kán fia szerelmével ostromolja, majd rabszolga-kereskedő kezére jut, de Ilona végig hű marad jegyeséhez és megőrzi szüzességét. Végül a magyar vitéz sok kaland után kiszabadítja a rabságból.
A másik cselekményszál rabló-romantika: egy oláh rablóvezér, Pintye Gregor garázdálkodása a Kárpátokban, küzdelme egy bátor magyar katonával, Karácson Tivadarral. Pintye és Karácson egyébként testvérek, mint kiderül haldokló apjuk elbeszéléséből, és hátrahagyott leveléből. Az egyszerűen elbeszélt történetet számos harci jelenet, rablókaland és néhány humoros részlet tarkítja.

## Jellemzői
A regény meséje csak részben költött, fontosabb részeinek van történeti alapja. Az író Szirmay Antal Szatmár és Ugocsa vármegyékről szóló műveit használta forrásként és ezt a nyersanyagot – Walter Scott hatása alatt és modorában – szabadon alakította, kiegészítette.
A sok kalandos részlet ellenére az író a cselekményt elég nehézkesen bonyolítja. Előadásmódja száraz, krónikaszerű, a korrajzzal nem sokat törődik. Központi szereplőit jellemezve nem esik a romantika túlzásaiba, nem angyalokat és ördögöket rajzol, ezek az alakjai mégis sablonosak; inkább csak a mellékszereplőkben van igazi élet.
A magyar nemeseken és a krími tatárokon kívül fontos szerepe van több mellékszereplőnek: a nagybányai polgároknak, köztük Piócza Kristóf borbély és chirurgusnak és feleségének, Jutkának, akit Ilonával együtt rabolnak el. A két női alak egymás ellentéte (előképük valószínűleg Vörösmarty Csongor és Tündéje): Ilona szende, gyöngéd leány, szerelmében kitartó; Jutka tenyeres-talpas, nyelvelő asszonyság, aki férjének is csak terhére van.
A regény értékei a humoros epizódalakok, a népéletből vett képek, a rablóvilág és a katonaélet rajza.

## Fogadtatása
Az irodalomtörténet Jósika Miklós Abafiját tartja az első igazi magyar történeti regénynek. Ha csupán a megjelenés sorrendje számítana, akkor Gaal József Szirmay Ilonáját illetné az „elsőség”, hiszen ez bő két hónappal megelőzte Jósika regényét. A szerző által remélt hatás azonban elmaradt. Ebben része volt körülményes előadásmódjának is, de főként Jósika föltűnésének. Az Abafi nagy sikere árnyékba borította, a regényt a korabeli olvasóközönség alig vette észre.
Gaal József érezte, hogy Jósikával nem tud versenyre kelni, újabb próbát nem tett a regényírásban. Pattangi Jób elbeszéléseinek második részét már nem írta meg, befejezetlenül hagyta második regényét, a Fekete vezért is. Annál buzgóbban írta novelláit és később színműveit.